# بلر (فرقة موسيقية)
بلر Blur هي فرقة موسيقى روك إنجليزية. تشكلت المجموعة في لندن عام 1988، وتتكون من المغني دامون ألبارن وعازف الجيتار غراهام كوكسون وعازف القيثارة أليكس جيمس وعازف الدرامز ديف راونتري. قامت الفرقة في الترويج لنوع موسيقى "بريت بوب" وحققت شعبية كبيرة في المملكة المتحدة، بضغط المنافسة مع الفرقة المنافسة " أواسيس" في عام 1995 والتي أطلق عليها اسم "معركة بريتبوب".

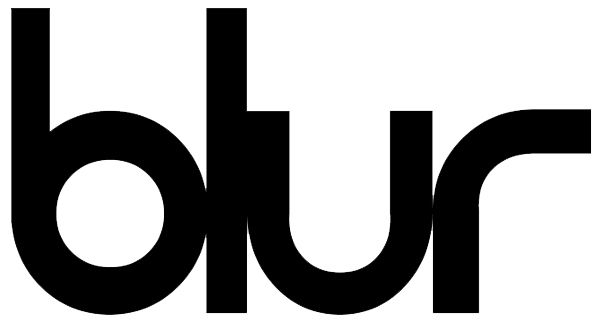
بعد أن رُفض اسمهم الأصلي Seymour، اختارت الفرقة اسم "Blur".

## روابط خارجية
- الموقع الرسمي
- بلر (فرقة موسيقية) على موقع IMDb (الإنجليزية)
- بلر (فرقة موسيقية) على موقع الموسوعة البريطانية (الإنجليزية)
- بلر (فرقة موسيقية) على موقع ميوزك برينز (الإنجليزية)
- بلر (فرقة موسيقية) على موقع رولينغ ستون (الإنجليزية)
- بلر (فرقة موسيقية) على موقع أول ميوزيك (الإنجليزية)
- بلر (فرقة موسيقية) على موقع ديسكوغز (الإنجليزية)